# Silvia Weissteiner
Silvia Weissteiner (* 13. Juli 1979 in Sterzing) ist eine italienische Mittel- und Langstreckenläuferin.
Bislang wurde die Südtirolerin sechsmal Italienische Meisterin: 2005 und 2006 über 5000 Meter im Freien und 3000 Meter in der Halle sowie im Crosslauf 2003 auf der Kurz- und 2006 auf der Langstrecke. Bei Europameisterschaften kam sie 2002 in München über 5000 Meter auf den 13. und 2006 in Göteborg über 10.000 Meter auf den 14. Platz, und zweimal gewann sie bei den Mittelmeerspielen Bronze über 5000 Meter: 2005 in Almería und 2009 in Pescara. 38 Mal wurde sie ins italienische Nationalteam einberufen.  
Ebenfalls Bronze errang sie bei den Leichtathletik-Halleneuropameisterschaften 2007 über 3000 Meter, und im selben Jahr belegte sie bei den Weltmeisterschaften in Osaka über 5000 Meter den zwölften Platz. Bei den Olympischen Spielen 2008 in Peking schied sie über dieselbe Distanz im Vorlauf aus, und bei den Weltmeisterschaften 2009 in Berlin wurde sie als beste Nicht-Afrikanerin Siebte in 15:09,74 min. Bei den Olympischen Sommerspielen 2012 in London schied sie im Vorlauf aus, im selben Jahr wurde Weissteiner erneut Italienmeisterin über 3000 Meter Indoor und schied bei den Indooreuropameisterschaften in Göteborg im Vorlauf aus. Ihre großen Ziele für 1013 sind möglichst gute Platzierungen bei den Europameisterschaften in Moskau und den Mittelmeerspielen. 
Silvia Weissteiner ist 1,63 m groß und wiegt 46 kg. Sie wohnt im Ortsteil Gasteig der Gemeinde Ratschings, ist bei den Carabinieri angestellt und wird von Ruggero Grassi trainiert.

## Bestzeiten
- 1500 m:  2. Juni 2007, 4:12,30 min, Trient
- 3000 m: 8:48,63 min, 12. September 2007, Rovereto
  - Halle: 8:44,81 min, 4. März 2007, Birmingham (italienischer Rekord)
- 5000 m: 15:02,65 min, 16. September 2007, Berlin
- 10.000 m: 32:09,26 min, 7. August 2006, Göteborg